# John D. Lamontagne

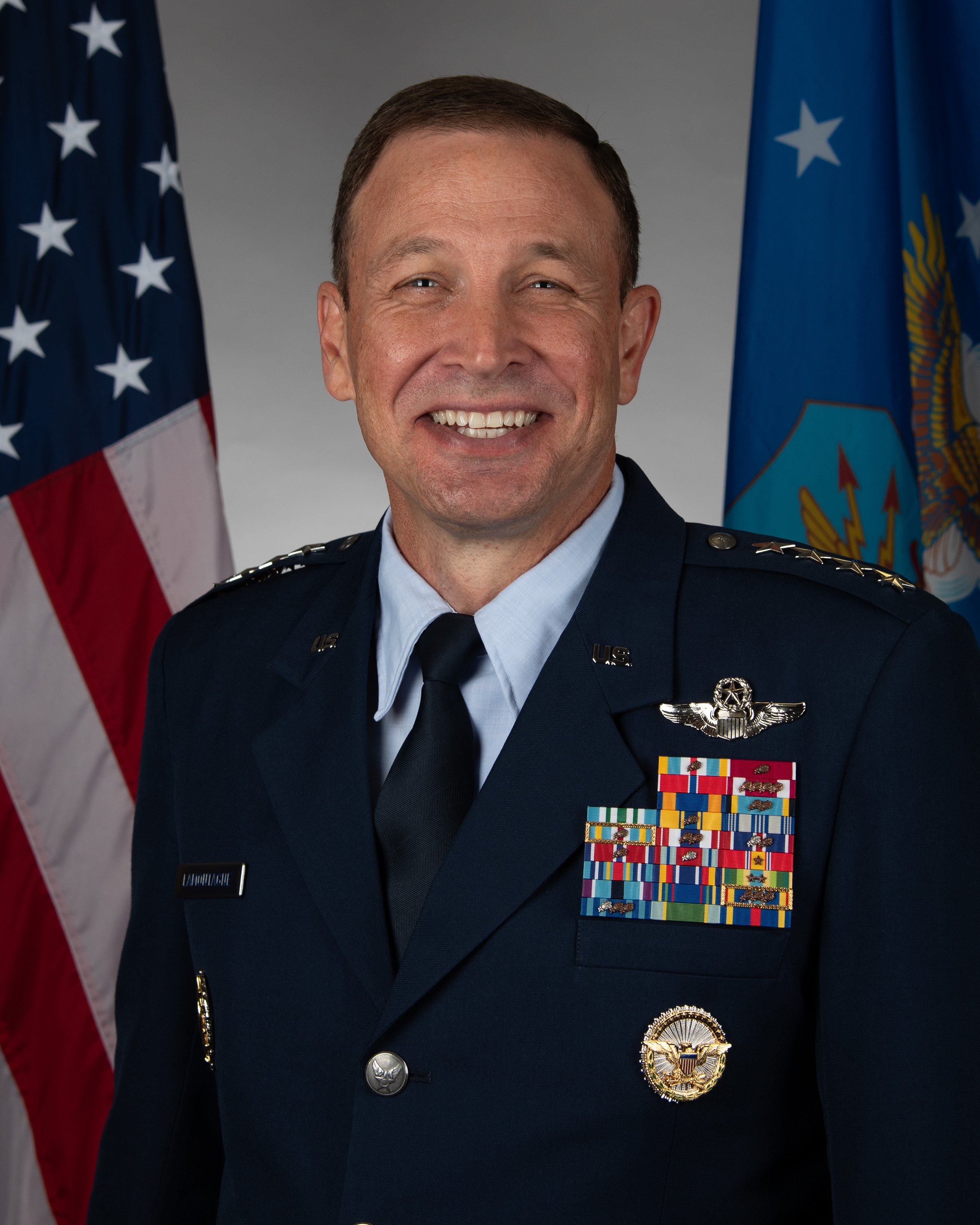
John D. Lamontagne (2024)

John Donald Lamontagne (* 1970) ist ein US-amerikanischer General der United States Air Force und seit dem 9. September 2024 Kommandeur des Air Mobility Command.

## Leben
John D. Lamontagne erwarb 1992 an der United States Air Force Academy in Colorado Springs einen Bachelor of Astronautical Engineering und wurde am 27. Mai 1992 zum Lieutenant ernannt. Von Juli 1992 bis Juli 1993 wurde er auf der texanischen Reese Air Force Base zum Piloten ausgebildet und erwarb im Anschluss die Musterberechtigung für Boeing KC-135 in Georgia als Pilot bei der 99th Air Refueling Squadron, bei der er bis August 1997 stationiert blieb. Von September 1997 bis September 1998 war er als Regional Operations Director im Tanker Airlift Control Center auf der Scott Air Force Base in Illinois eingesetzt und anschließend ein weiteres Jahr beim Air Mobility Command (AMC) am gleichen Standort als Civil Reserve Air Fleet Officer. Im Dezember 1999 wurde er in Charleston, South Carolina, auf Boeing C-17 umgeschult und bis August 2003 dort in der 14th und 16th Airlift Squadron eingesetzt.
Er absolvierte von 2004 bis 2005 einen Lehrgang für Stabsoffiziere am Air Command and Staff College auf der Maxwell-Gunter Air Force Base in Alabama. Anschließend wurde er für ein halbes Jahr in der 21st Air Mobility Operations Squadron auf der McGuire Air Force Base (AFB) in New Jersey eingesetzt, bevor er am Standort Executive Officer der 21st Expeditionary Mobility Task Force wurde.
2007 wurde er Einsatzoffizier in der 15th Airlift Squadron in Charleston und übernahm diese Staffel von April 2008 bis Juni 2010 als Staffelkapitän. Von Juli 2010 bis Juni 2011 absolvierte er einen Lehrgang am National War College in Washington, D.C. Von 2011 bis 2013 war er im Pentagon eingesetzt und übernahm von Mai 2013 bis 2014 als Kommandeur die 379th Expeditionary Operations Group in Südostasien. Im Mai 2014 wurde er Kommandeur des 437th Airlift Wings auf der Joint Base Charleston und im Juni 2016 zum stellvertretenden Director of Operations im Air Mobility Command auf der Scott ÅFB Base ernannt. Zum Ende dieser Verwendung wurde er im Mai 2018 zum Brigadier General ernannt. Bis Januar 2019 war er anschließend Commander, 618th Air Operations Center, ebenfalls am Hauptsitz des AMC in Illinois.
Danach wechselte Lamontagne erneut ins Pentagon und übernahm die Abteilung für Strategy, Plans and Policy als stellvertretender Direktor. Im August 2020 wurde er dort zum Major General ernannt. Seine nächste Verwendung führte ihn als Chef des Stabes des United States European Command nach Vaihingen in Deutschland, bevor er im Juli 2022 die Verwendung als stellvertretender Kommandeur der United States Air Forces in Europe – Air Forces Africa auf der Ramstein Air Base übernahm und mit der Übernahme zum Lieutenant General befördert wurde.
Im Juli 2024 wurde Lamontagne von US-Präsident Joe Biden als nächster Kommandeur des Air Mobility Command vorgeschlagen und übernahm das Kommando am 9. September 2024 von Mike Minihan. Gleichzeitig wurde er zum General ernannt.